# 韓国のネット検閲
大韓民国では、ソーシャルメディアに対して厳しいインターネット検閲が行われている。電気通信事業法などにより、韓国政府の3つの下位機関、放送通信委員会（KCC）、映像物等級委員会（KMRB）およびインターネット安全委員会（KISCOM）にはインターネット上の「有害情報」を検閲する義務がある。特に韓国インターネット安全委員会（KISCOM）は韓国の各電気通信事業者に介入し、国内外のウェブサイトへのアクセス遮断を指示できる。主な検閲内容は、親北朝鮮的な情報やコンテンツ、韓国政府に対する国家転覆活動や批判、誹謗中傷、暴力的な内容、アダルトサイトやギャンブルなどである。
また、韓国政府は2007年にインターネット利用実名認証制度を導入したが、2012年8月の憲法裁判所による違憲決定で撤廃された。

## 沿革
1990年代の世界中のインターネットの発展により、韓国政府は体系的な検閲を計画し始めた。イギリスの作家、マイケル・ブリーンは、韓国のネット検閲は、「政府及び為政者は大衆にとって、慈悲深い父親のような存在」という儒教的な発想に由来すると考える。
1991年、韓国国会は『電信事業法』を議決した。この法律によると、「インターネットや通信機器を利用する韓国国民は、公共の秩序と社会のモラルを害する情報を受信、流通してはならない」。1995年、韓国政府は「情報通信倫理委員会」を設立した。この委員会にはインターネット上の内容を監視・審査する権利があり、「有害情報」を削除し、発表者を告訴する独自の決定権もある。1996年1月〜8月に、情報通信倫理委員会は22万件を超えるネット情報を削除したと見られる。2007年、ネット上の誹謗中傷の激化により、韓国政府はインターネット利用者に対して、実名認証制度を設けた。
2008年、韓国政府は情報通信倫理委員会の代わりに、放送通信審議委員会（KCSC）を新設した。この委員会はアクセスが10万回を超えるすべてのウェブサイトに対して、ログインと投稿する際にユーザーの本名、住民登録番号などの個人情報の入力を求める。 また、同委員会は「有害情報」を含む記事、メッセージなどを任意に削除する権利もある。これらの措置により、2011年に韓国国内のサイトにあった5万を超える投稿およびメッセージが削除された。
2012年8月23日、憲法裁判所はインターネット実名認証制度が違憲だと決定し、同制度が撤廃された。
2013年時点で、韓国国内および海外の6万3000を超えるウェブサイトが韓国政府によってブロックされた。その中に国家保安法に違反する可能性を理由にして、Googleマップの多くの機能も遮断されている。   

## 検閲の内容

### 北朝鮮礼賛
韓国政府はDNSキャッシュポイズニングという手法を利用し、金日成総合大学、朝鮮新報、わが民族同士など、米国、日本、中国のサーバーにある63か所の北朝鮮関連サイトをブロックしている。FacebookやTwitterなどのSNSでの北朝鮮関連アカウントも同様に韓国国内から見ることができない。また、韓国政府は北朝鮮を礼賛するネット報道あるいは投稿を厳しく取り締まっている。
ネットで北朝鮮を褒めたことにより実刑を受けた人もいる。2007年、民主労働党の党員1人はネット上で北朝鮮に関連するトピックに参加した後、1年の禁固刑を言い渡された。2012年、24歳の男性はTwitterで、「金正日万歳」など北朝鮮を礼賛する内容を投稿した後、10か月の懲役を言い渡された。2014年、韓国留学中の中国人学生はSNSで北朝鮮を礼賛し、韓国を貶したとして、韓国法務省により強制送還命令を宣告され、韓国に入国できない「好ましからざる人物」にも指定された。 

### 韓国政府への批判
大韓民国憲法には表現の自由の規定があるが、実際には「国家転覆」「誹謗中傷」などの理由でネット上の投稿が検閲されている。
2002年、韓国政府は徴兵制反対を訴えるウェブサイトを閉鎖し、そこで政府による海軍基地の建設を批判する文章を掲載した社会活動家を「名誉毀損」として起訴した。
2007年、韓国の警察はハンナラ党に反対するコンテンツを作成したブロガーを逮捕し、関連するブログなども閉鎖された。同年の大統領選挙の前に、韓国政府はネイバー、ヤフー、YouTubeなどに対して、選挙関連ページにコメントを投稿する前に、投稿者の本名と住民登録番号、パスポートのコピー（外国人のみ）を提供するように求めた。ただし、YouTubeはこれを拒否したため、選挙関連ページの韓国語インターフェースのコメント機能をオフにする措置をとった。
2008年韓国蝋燭デモの時に、韓国政府はインターネット上で噂を広めたとして、デモの主催者1人を起訴した。
2010年、国務総理室は独立の検閲・審査権を得て、当時の李明博大統領を批判するコメントを検閲することができた。 同年12月、韓国放送通信審議委員会はネットワーク検閲システムの開発に着手すると発表した。ハンギョレによると、当該システムは国内に「政治的緊張」が生じた場合、政府を批判し攻撃するコメントや情報を自動的に見つけて、削除できるシステムである。
また、インターネット検閲を批判することも検閲の対象に該当する。2012年、インターネット上で政府によるインターネット検閲を批判する内容を投稿した裁判官が解雇された。

### その他
韓国政府は、NaverやYahooなどのポータルサイトや検索エンジンに対し、ポルノ・賭博などに関連する特定の単語を検閲するように要求した。ユーザーはこれらの単語を検索すると、住民登録番号、パスポートなどの個人確認資料をファックスなどで提出する必要がある。2009年、韓国政府はGoogleとYouTubeに対して、ユーザーの年齢認証も要求したが、Googleはこれに拒否したため、韓国IPの動画アップロード機能を2012年9月までに閉鎖していた。
2012年8月、放送通信審議委員会は、日本を称賛し韓国を卑下する内容を盛り込んだ9か所の親日ブログとウェブサイトに対して削除、接続遮断などの措置を下した。
2015年2月、放送通信審議委員会は「子供に有害な情報を多数含有する」として、Twitterを全面的に調査すると発表した。
2019年2月12日、放送通信審議委員会はポルノ、違法ギャンブル、違法ダウンロードに関連する895か所のウェブサイトをSNIブロッキングを利用してブロックする（いわゆるHTTPSを利用しても閲覧できなくなる）予定があると発表した。これに対し、26万のネットユーザーが青瓦台の国民請願サイトで当該決定の撤回を要請した。放送通信委員会側は必要な説明をしていなかったとして謝罪したが、ブロック案自体について言及しなかった。2月16日、約100人のネットユーザーはソウル駅前で抗議し、中国式の検閲だとしてこのブロック決定に反対した。一方、一部のフェミニスト組織はポルノを禁止することが女性の権利を保護する手段として、このブロック決定に賛同した。
2019年3月7日、放送通信審議委員会は記者会見を開き、有害情報の拡散防止を強化するためにNetflix、YouTube、Facebookなどの国外ウェブサイトが韓国の法律を3回以上違反する、または違法行為を改善しない場合、韓国でのサービスは停止されると発表した。 放送通信委員会は同年6月に、関連する法改正とインターネット利用に関するガイドラインを策定した。

## 参考資料
1. 1 2 3 4 5 6 7  Sang-Hun, Choe (2012年8月12日). “Korea Policing the Net. Twist? It’s South Korea.” (英語). The New York Times. ISSN 0362-4331 2020年6月3日閲覧。
2. 1 2 3 4  Chung, Jongpil (September-October 2008). "Comparing Online Activities in China and South Korea: The Internet and the Political Regime". Asian Survey 48 (5): 727-751. doi:10.1525/as.2008.48.5.727.
3. 1 2 3  柳文珠, 「韓国におけるインターネット実名制の施行と効果(研究)」『社会情報学』 2巻 1号 2013年 p.17-29, 社会情報学会, doi:10.14836/ssi.2.1_17.
4. ↑  Reitman, Jillian C. York and rainey (2011年9月6日). “In South Korea, the Only Thing Worse Than Online Censorship is Secret Online Censorship” (英語). Electronic Frontier Foundation. 2020年6月3日閲覧。
5. ↑  “How Countries Are Regulating Internet Content”. web.archive.org (2014年9月14日). 2020年6月3日閲覧。
6. ↑  Interview Wikipedia founder critical of real-name Internet system S. Korea’s system is not in accordance with a free democracy, Wales says Hankyoreh Nov.4,2008
7. ↑  Fish, E. (2009). IS INTERNET CENSORSHIP COMPATIBLE WITH DEMOCRACY? LEGAL RESTRICTIONS OF ONLINE SPEECH IN SOUTH KOREA. Asia-Pacific Journal on Human Rights and Law, 2, 43-96.
8. ↑  “韓国、ネット実名制に違憲判断”. 日本経済新聞 電子版 (2012年8月23日). 2020年6月3日閲覧。
9. ↑  “Why South Korea is really an internet dinosaur”. The Economist. (2014年2月10日). ISSN 0013-0613 2020年6月3日閲覧。
10. ↑  CHENG, ONATHAN (2016年5月18日). “グーグル、地図サービス巡り韓国政府とせめぎ合い”. WSJ Japan. 2020年6月29日閲覧。
11. ↑  “Pro-North Facebook entries face gov’t crackdown” (英語). koreajoongangdaily.joins.com (2010年12月20日). 2020年6月3日閲覧。
12. ↑  Sang-Hun2012年11月23日, Choe (2012年11月23日). “韩国男子转发朝鲜宣传帖子被判刑” (中国語). 纽约时报中文网. 2020年6月3日閲覧。
13. ↑  “中国留学生被指在网上赞朝鲜贬韩国 遭韩方驱逐”. sc.people.com.cn (2014年10月8日). 2020年6月3日閲覧。
14. ↑  “Tough content rules mute Internet election activity in current contest” (英語). koreajoongangdaily.joins.com (2007年12月16日). 2020年6月3日閲覧。
15. ↑  “Google Disables Uploads, Comments on YouTube Korea”.   PC World (2009年4月13日). 2016年5月12日時点のオリジナルよりアーカイブ。2016年6月20日閲覧。
16. ↑  “[단독 정부, ‘긴장상황’때 인터넷글 무단삭제 추진]” (朝鮮語). www.hani.co.kr (2010年12月22日). 2020年6月3日閲覧。
17. ↑  Russell, Jon (2012年9月6日). “Google Re-enables YouTube Uploads In Korea Following 3 Year Freeze” (英語). The Next Web. 2020年6月3日閲覧。
18. ↑  “방통심의위 "친일 찬양 사이트 제제한다" - 머니투데이 뉴스” (朝鮮語). news.mt.co.kr (2012年8月31日). 2020年6月3日閲覧。
19. ↑  “韩国执法部门调查Twitter涉嫌传播色情内容_网易科技”. web.archive.org (2016年8月8日). 2020年6月3日閲覧。
20. ↑  大森敏行 (2019年2月25日). “韓国がアダルトサイトのブロックに使う技術、SNIの正体”.   日経クロステック（xTECH）. 2020年7月19日閲覧。
21. ↑  청와대 (CHEONGWADAE). “https 차단 정책에 대한 반대 의견 > 대한민국 청와대” (朝鮮語). 대한민국 청와대. 2020年6月3日閲覧。
22. ↑  “‘인터넷 검열 금지’ 앞세운 “야동 허하라” 남성들 시위 가보니” (朝鮮語). www.hani.co.kr (2019年2月17日). 2020年6月3日閲覧。
23. ↑  “불법행위시 넷플릭스·유튜브 차단도 불사…칼 빼든 방통위” (朝鮮語). it.chosun.com (2019年3月7日). 2020年6月3日閲覧。